# Wolfgang Bonß

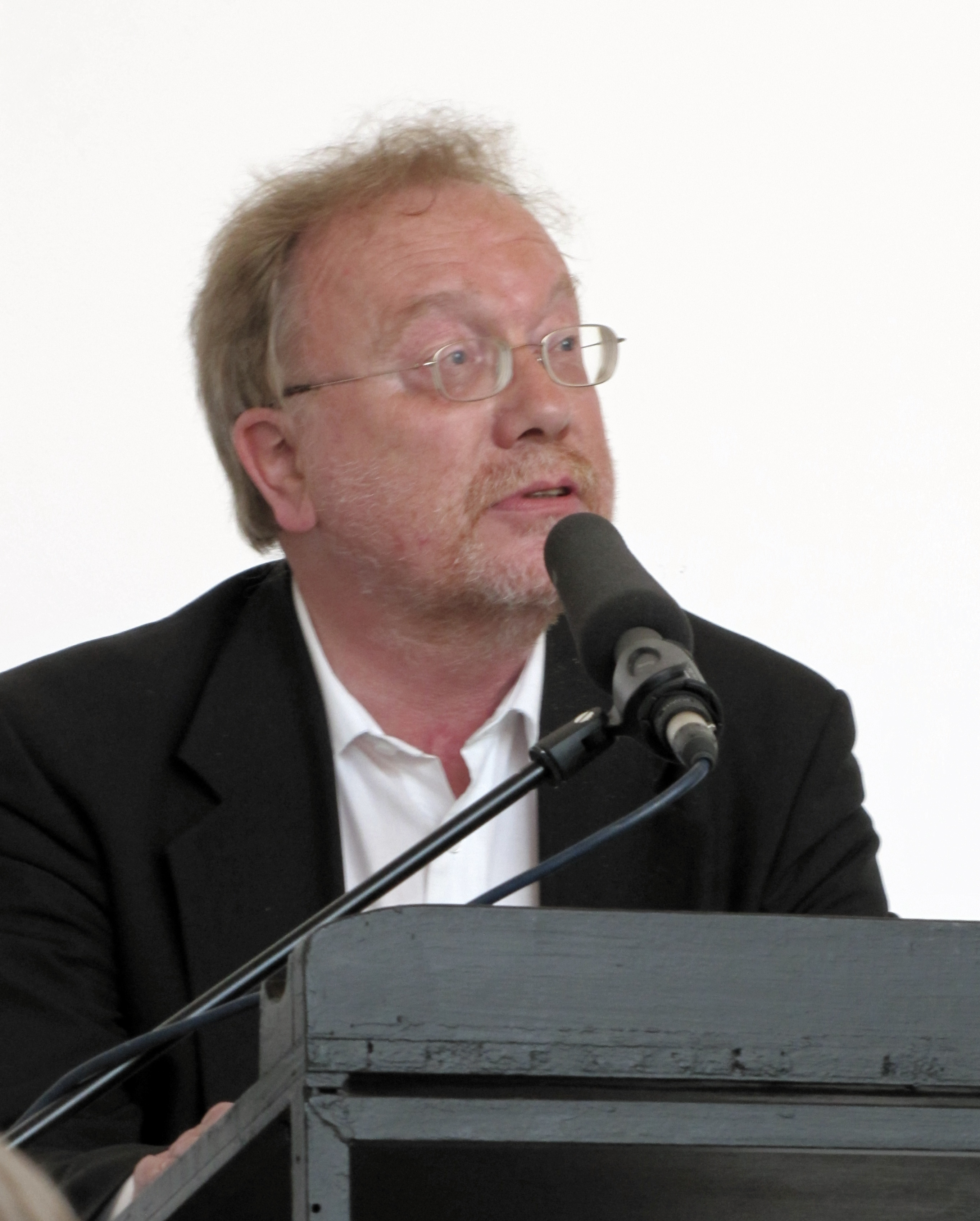
Wolfgang Bonß (2011)

Wolfgang Bonß (* 25. Februar 1952 in Hagen, Westfalen) ist ein deutscher Soziologe.
Nach dem Abitur (1970) in Ahlen studierte Bonß bis 1976 Soziologie, Politikwissenschaft, Germanistik, Geschichte und Rechtswissenschaft an der Universität München und schloss 1975 mit dem Staatsexamen für das Lehramt an Gymnasien in Bayern ab. Im Jahr 1976 erwarb er zusätzlich das Diplom im Fach Soziologie. Von 1976 bis 1981 war er Wissenschaftlicher Mitarbeiter an der Universität München sowie Stipendiat am Max-Planck-Institut zur Erforschung der Lebensbedingungen der wissenschaftlich-technischen Welt in Starnberg. Bonß wurde 1981 an der Universität Bielefeld promoviert. Von 1981 bis 1986 war er Wissenschaftlicher Projektmitarbeiter an der Universität Bamberg, von 1986 bis 1994 Wissenschaftlicher Mitarbeiter und Mitglied der Institutsleitung (bis 1991) am Hamburger Institut für Sozialforschung. 1995 habilitierte sich Bonß an der Universität Bremen für Allgemeine Soziologie. Seit 1995 ist er Professor für Allgemeine Soziologie an der Universität der Bundeswehr München.

## Schriften (Auswahl)
- Die Einübung des Tatsachenblicks. Zur Struktur und Veränderung empirischer Sozialforschung. Suhrkamp, Frankfurt am Main 1982, ISBN 3-518-57620-8 (zugleich Dissertationsschrift, Universität Bielefeld, 1981).
- Herausgeber: Wissenschaft als Kontext – Kontexte der Wissenschaft, Junius-Verlag, Hamburg 1993, ISBN 3-88506-229-1.
- Vom Risiko. Unsicherheit und Ungewissheit in der Moderne. Hamburger Edition, Hamburg 1995, ISBN 3-930908-20-4 (zugleich Habilitationsschrift, Universität Bremen, 1995).
- Mit Helga Pelizäus-Hoffmeister und Ludwig Nieder: Handlungstheorie. Eine Einführung. Bielefeld : Transcript, Bielefeld 2013, ISBN 978-3-8376-1708-5.